# 周立夫
周立夫（1968年1月—），湖南祁阳人，湘潭大学商学院经济学学科肄业，中华人民共和国政治人物，原中国共产党江永县委员会书记。

## 生平
1968年1月，周立夫出生在湖南省祁阳县。
2007年6月，周立夫出任中国共产党江永县委员会常务委员兼组织部部长。
2010年3月，周立夫出任中国共产党新田县委员会常务委员兼县人民政府常务副县长。
2012年5月，周立夫出任中国共产党凤凰园经济开发区委员会副书记、管委会主任。2015年4月，周立夫出任中国共产党永州经济技术开发区委员会书记。
2016年8月，周立夫出任中国共产党江永县委员会书记。

### 落马
2021年4月19日，周立夫因涉嫌“严重违纪违法”接受湖南省纪委和监委的调查。2021年10月，周立夫因“拉帮结派；跑官买官；收受贿赂；权色、钱色交易；搞形象工程；利用职位给他人谋取利益”等问题遭到开除党籍、开除公职处分。